# Desmodium pabulare
Desmodium pabulare är en ärtväxtart som beskrevs av Frederico Carlos Hoehne. Desmodium pabulare ingår i släktet Desmodium och familjen ärtväxter. Inga underarter finns listade i Catalogue of Life.